# Sju guldstäderna
De Sju guldstäderna var ett rykte som spreds i nuvarande Mexiko på 1530-talet. Ryktet sa att det skulle finnas ett land, Tejos där det skulle finnas sju städer fulla av guld och juveler. Vägen dit sades gå genom en öken i fyrtio dagar.
Några guldstäder fanns naturligtvis inte, indianerna i denna del av Amerika kände inte ens till guld. Först 1542 var gränslandet mellan Mexiko och USA så pass utforskat att berättelserna kunde avslöjas som lögner.